# Lamprops hexaspinula
Lamprops hexaspinula är en kräftdjursart som beskrevs av Liu 1990. Lamprops hexaspinula ingår i släktet Lamprops och familjen Lampropidae. Inga underarter finns listade i Catalogue of Life.